# (141) Lumen
(141) Lumen ist ein Asteroid des mittleren Hauptgürtels, der am 13. Januar 1875 vom französischen Astronomen Paul-Pierre Henry am Pariser Observatorium entdeckt wurde.
Der Asteroid wurde benannt nach einem literarischen Werk des französischen Astronomen Camille Flammarion, Lumen : Récits de l’infini.

## Wissenschaftliche Auswertung
Mit Daten polarimetrischer Messungen am Lunar and Planetary Laboratory der University of Arizona von August bis Dezember 1973 wurden für (141) Lumen erstmals Werte für den Durchmesser und die Albedo von 88 km bzw. 0,06 abgeschätzt. Aus Ergebnissen der IRAS Minor Planet Survey (IMPS) wurden 1992 Angaben zu Durchmesser und Albedo für zahlreiche Asteroiden abgeleitet, darunter auch (141) Lumen, für die damals Werte von 131,0 km bzw. 0,05 erhalten wurden. Mit dem Satelliten Midcourse Space Experiment (MSX) wurden dann 1996 bis 1997 im Rahmen der Infrared Minor Planet Survey (MIMPS) neue Daten erhalten, aus denen für den Asteroiden Werte von 119,6 km bzw. 0,07 bestimmt wurden. Eine Auswertung von Beobachtungen durch das Projekt NEOWISE im nahen Infrarot führte 2011 zu vorläufigen Werten für den Durchmesser und die Albedo im sichtbaren Bereich von 137,1 km bzw. 0,05. Nach neuen Messungen mit NEOWISE wurden die Werte 2014 auf 117,9 km bzw. 0,07 geändert. Nach der Reaktivierung von NEOWISE im Jahr 2013 und Registrierung neuer Daten wurden die Werte 2016 korrigiert zu 118 oder 120 km bzw. 0,04, diese Angaben beinhalten aber hohe Unsicherheiten.
Eine spektroskopische Untersuchung von 820 Asteroiden zwischen November 1996 und September 2001 am La-Silla-Observatorium in Chile ergab für (141) Lumen eine taxonomische Klassifizierung als Caa- bzw. Ch-Typ.
Photometrische Beobachtungen von (141) Lumen erfolgten erstmals am 29. Januar 1992 am Observatorium der United States Air Force Academy in Colorado. Die über einen Zeitraum von etwa 4 ½ Stunden aufgezeichnete Lichtkurve zeigte den abfallenden Ast einer Periodizität, so dass die Rotationsperiode nur auf >18 h geschätzt werden konnte. Weitere Messungen wurden vom 14. bis 25. November 1995 an einem privaten Observatorium in Texas durchgeführt. Aus der gemessenen Lichtkurve konnte als wahrscheinlichste Rotationsperiode ein Wert von 19,67 h abgeleitet werden. Bereits von August bis Oktober 1995 und dann noch einmal im Februar und März 1997 erfolgten photometrische Beobachtungen am Observatório do Pico dos Dias (OPD) in Brasilien. Obwohl die Lichtkurven etwas lückenhaft waren, wurde eine gute Übereinstimmung mit einer Rotationsperiode von 20,0 h erzielt. Neue Messungen vom 29. Dezember 2004 bis 8. Januar 2005 am Antelope Hills Observatory in Colorado ergaben schließlich eine sehr detaillierte Lichtkurve, aus der eine Rotationsperiode von 19,87 h bestimmt wurde.
Mit dem Weltraumteleskop Transiting Exoplanet Survey Satellite (TESS) konnten während dessen Durchmusterung des Südhimmels 2018 bis 2019 auch Objekte des Sonnensystems beobachtet werden. Dabei wurden auch die Lichtkurven von fast 10.000 Asteroiden aufgezeichnet. Für (141) Lumen wurde aus Messungen etwa vom 1. bis 26. März 2019 eine Rotationsperiode von 19,869 h abgeleitet.
Abschätzungen von Masse und Dichte für den Asteroiden (141) Lumen aufgrund von gravitativen Beeinflussungen auf Testkörper hatten in einer Untersuchung von 2012 zu einer Masse von etwa 8,25·1018 kg geführt, was aber mit einem angenommenen Durchmesser von etwa 131 km zu einer als unrealistisch bewerteten hohen Dichte bei keiner Porosität führte.

## Trivia
Der Name des Asteroiden wurde 1944 verwendet für die Taufe des US-amerikanischen Angriffsfrachtschiffs (Attack Cargo Ship) der Artemis-Klasse USS Lumen (AKA-30).